# Station Goido
 Station JR Goidō (JR五位堂駅, Jeiāru Goidō-eki) is een spoorwegstation in de Japanse stad Kashiba. Het wordt aangedaan door de Wakayama-lijn. Het station heeft twee sporen, gelegen aan twee zijperrons.

## Treindienst

### JR West
| 1 | ■ Wakayama-lijn | richting Ōji, Tennōji en Namba |
| 2 | ■ Wakayama-lijn | richting Hashimoto en Wakayama |

## Geschiedenis
Het station werd in 2004 geopend. Op dezelfde plek was er sinds 1940 al een seinhuis genaamd Goidō aanwezig.    

## Stationsomgeving
- Station Goido (Kintetsu Osaka-lijn)
- Jōze-tempel
- Saifuku-tempel
- Deyashiki-park

(Yamatoji-lijn<<) Ōji · Hatakeda · Shizumi · Kashiba · JR Goidō · Takada · (>>Sakurai-lijn) · Yamato-Shinjō · Gose · Tamade · Wakigami · Yoshinoguchi · Kitauchi · Gojō · Yamato-Futami · Suda · Shimohyōgo · Hashimoto · Kii-Yamada · Kōyaguchi · Nakaiburi · Myōji · Ōtani · Kaseda · Nishi-Kaseda · Nate · Kokawa · Kii-Nagata · Uchita · Shimoisaka · Iwade · Funato · Kii-Ogura · Hoshiya · Senda · Tainose · Wakayama